# Krasang (huyện)
Krasang (tiếng Thái: กระสัง) là một huyện (‘‘amphoe’’) ở phía đông tỉnh Buriram, đông bắc Thái Lan.

## Địa lý
Các huyện giáp ranh (từ phía nam theo chiều kim đồng hồ) là Phlapphla Chai, Mueang Buriram, Huai Rat, Satuek của tỉnh Buriram và Mueang Surin của tỉnh Surin.

## Lịch sử
Ban đầu thuộc tambon Song Chan của Mueang Buriram, Krasang đã được lập thành một tambon năm 1937. Ngày 26 tháng 4 năm 1952, ba tambon Krasang, Song Chang và Lamduan đã được hợp nhất để lập tiểu huyện (King Amphoe) Krasang. Đơn vị này đã được nâng thành huyện ngày ngày 23 tháng 7 năm 1958.

## Hành chính
Huyện này được chia thành 11 phó huyện (tambon), các đơn vị này lại được chia thành 167 làng (muban). Krasang là một thị trấn (thesaban tambon) nằm trên một phần của tambon Krasang. Ngoài ra có 11 tổ chức hành chính tambon (TAO).
| Số TT | Tên         | Tên tiếng Thái | Số làng | Dân số |  |
| ----- | ----------- | -------------- | ------- | ------ |  |
| 1.    | Krasang     | กระสัง          | 21      | 15.150 |  |
| 2.    | Lamduan     | ลำดวน          | 18      | 11.372 |  |
| 3.    | Song Chan   | สองชั้น          | 17      | 11.929 |  |
| 4.    | Sung Noen   | สูงเนิน          | 19      | 10.473 |  |
| 5.    | Nong Teng   | หนองเต็ง        | 18      | 11.871 |  |
| 6.    | Mueang Phai | เมืองไผ่         | 13      | 7.103  |  |
| 7.    | Chum Saeng  | ชุมแสง          | 12      | 6.538  |  |
| 8.    | Ban Prue    | บ้านปรือ         | 15      | 8.674  |  |
| 9.    | Huai Samran | ห้วยสำราญ       | 14      | 6.992  |  |
| 10.   | Kantharom   | กันทรารมย์       | 12      | 8.467  |  |
| 11.   | Si Phum     | ศรีภูมิ           | 8       | 4.474  |  |